# Elecciones generales de las Islas Malvinas de 1993
Las elecciones generales de las Islas Malvinas de 1993 se celebraron el jueves 14 de octubre de 1993 para elegir a los miembros del Consejo Legislativo por sufragio universal, cuatro de la circunscripción de Stanley y cuatro de la de Camp mediante escrutinio mayoritario plurinominal (voto en bloque).
Fue la última elección en que el partido Desire the Right, uno de los únicos partidos políticos existentes en las islas, presentó candidaturas.

## Resultados
Los candidatos en negritas fueron elegidos. Los candidatos en cursivas eran quienes se encontraban previamente en el Consejo.

### Circunscripción de Camp
| Lista                   | Lista                   | Candidato               | Votos | %    |
| ----------------------- | ----------------------- | ----------------------- | ----- | ---- |
|                         | Independiente           | Bill Luxton             | 228   | 23,0 |
|                         | Independiente           | Eric Goss               | 144   | 14,5 |
|                         | Independiente           | Norma Edwards           | 136   | 13,7 |
|                         | Independiente           | Richard Stevens         | 135   | 13,6 |
|                         | Independiente           | Tony Blake              | 100   | 10,1 |
|                         | Independiente           | Neil Watson             | 99    | 10,0 |
|                         | Independiente           | Kevin Kilmartin         | 90    | 9,1  |
|                         | Independiente           | Ron Binnie              | 59    | 6,0  |
| Total de votos emitidos | Total de votos emitidos | Total de votos emitidos | 991   |      |
| Fuente: Penguin News.   |                         |                         |       |      |

### Circunscripción de Stanley
| Lista                   | Lista                   | Candidato               | Votos | %    |
| ----------------------- | ----------------------- | ----------------------- | ----- | ---- |
|                         | Independiente           | Charles Keenleyside     | 456   | 17,4 |
|                         | Independiente           | John Cheek              | 356   | 13,6 |
|                         | Independiente           | Wendy Teggart           | 245   | 9,4  |
|                         | Independiente           | Sharon Halford          | 214   | 8,2  |
|                         | Independiente           | John Birmingham         | 208   | 8,0  |
|                         | Independiente           | Terry Betts             | 182   | 7,0  |
|                         | Independiente           | Laurie Butler           | 140   | 5,4  |
|                         | Desire the Right        | Mike Rendell            | 139   | 5,3  |
|                         | Independiente           | John Pollard            | 130   | 5,0  |
|                         | Independiente           | Ben Claxton             | 125   | 4,8  |
|                         | Independiente           | Gerard Robson           | 96    | 3,7  |
|                         | Independiente           | John Halford            | 89    | 3,4  |
|                         | Independiente           | Terry Peck              | 79    | 3,0  |
|                         | Independiente           | Dave Eynon              | 61    | 2,3  |
|                         | Independiente           | Steve Vincent           | 47    | 1,8  |
|                         | Independiente           | Alex Smith              | 33    | 1,3  |
|                         | Independiente           | Jennifer Jones          | 14    | 0,5  |
| Total de votos emitidos | Total de votos emitidos | Total de votos emitidos | 2614  |      |
| Fuente: Penguin News.   |                         |                         |       |      |